# Ritzy Cinema
Le Ritzy est un cinéma de Brixton, à Londres. C'est un bâtiment classé de Grade II. Il est géré par Picturehouse Cinemas, racheté par Cineworld en 2012. 

## Histoire et description
Le cinéma a ouvert ses portes le 11 mars 1911 sous le nom d'Electric Pavilion. Il a été construit par EC Homer et Lucas pour Israel Davis, d'une famille de développeurs de cinéma, et était l'un des premiers cinémas construits à cet effet en Angleterre, avec plus de 750 sièges dans l'auditorium unique. Comme de nombreux cinémas de l'époque, il était équipé d'un orgue. Les films sonores ont commencé à être diffusés en 1929. 
Le Brixton Theatre voisin a été complètement détruit par un bombardement en 1940, ce qui a permis au Ritzy de s'étendre dans l'espace vacant. 
En 2009, le décor et les couleurs ont été restaurés dans leur style d'origine et un lieu de musique live a été ajouté, appelé Upstairs. 